# Mutton Island (Clare)
Mutton Island (irisch Oileán Caorach – dt. Hammelinsel) liegt vor der Westküste des County Clare in Irland, etwa 16 km südlich der Klippen von Moher im Atlantik.
Die etwa 74 Hektar große Insel steigt auf zwei Kilometern Länge vom Meeresspiegel im Osten bis zu einer Höhe von etwa 33 Metern im Westen an. Dort befindet sich ein Aussichtsturm. Die Insel ist mit Weideflächen bedeckt, verfügt über einen Süßwassersee und einige Trinkwasserbrunnen. Im Osten liegen ein ehemaliger Friedhof und die Ruinen einer Kapelle, alte Wohngebäude und zahlreiche Steinmauern.
Auf der Insel gründete der heilige Senán im 5. Jahrhundert eine Kirche. Nach den Annalen der vier Meister wurde die damals Fitha genannte Halbinsel im Jahre 801 oder 804 n. Chr. von einem gewaltigen Sturm heimgesucht, der die Insel entstehen ließ. 1215 übertrugen die Normannen die Insel an Donnchad Ua Lonngargáin I. (Donatus oder Dionysius) den Erzbischof von Cashel.
Mutton Island erhielt seinen heutigen Namen im Jahre 1588, als ein Schiff der Spanischen Armada Schiffbruch erlitt und sich Schafe ans Ufer retteten. Teile der Besatzung konnten sich an die benachbarten Festlandküste retten, wurden dort jedoch von Sir Turlough O’Brien und Boethius Clancy, dem High Sheriff von Clare, gefangen genommen und hingerichtet. Der Ort des Geschehens an der Küste liegt etwa 2,5 km westlich von Milltown Malbay entfernt und wird Spanish Point genannt.
Im 17. und 18. Jahrhundert wurde die Insel zum Schmuggel von Wein und Tabak genutzt. Während dieser Zeit gehörte sie Sir Edward O’Brien of Drumoland. Später errichtete die Küstenwache einen Telegrafen- und einen Wohnturm. Heute steht die einst von zwölf Familien bewohnte Insel zum Verkauf an.
Etwa 1,5 km südlich liegt das 4,5 ha große Mattle Island.